# مزرعة احشام ملائي (رستاق)
مزرعة احشام ملائي (بالإنجليزية: Mazraeh-ye Ahsham Molai)‏ هي منطقة سكنية تقع في إيران في فارس. يقدر عدد سكانها بـ 9 نسمة .